# Konstanze Klosterhalfen
Konstanze Klosterhalfen (ur. 18 lutego 1997 w Bonn) – niemiecka lekkoatletka specjalizująca się w biegach średnich i długich.
Po wygranej w europejskich kwalifikacjach, startowała na igrzyskach olimpijskich młodzieży w Nankin (2014), podczas których zajęła 4. miejsce w biegu na 1500 metrów. W tym samym roku zdobyła brązowy medal mistrzostw Europy w biegach przełajowych w drużynie juniorek. Brązowa medalistka juniorskich mistrzostw Starego Kontynentu (2015). Podwójna złota medalistka mistrzostw Europy w biegach na przełaj z 2015. W 2017 roku została halową wicemistrzynią Europy w biegu na 1500 metrów oraz młodzieżową mistrzynią Europy w tej samej konkurencji. Półfinalistka światowego czempionatu w Londynie w tym samym roku. W 2019 zdobyła w Dosze brązowy medal mistrzostw świata na dystansie 5000 metrów.
Złota medalistka mistrzostw Niemiec.

## Osiągnięcia
| Rok  | Impreza                                               | Miejsce        | Konkurencja           | Pozycja     | Wynik    |
| ---- | ----------------------------------------------------- | -------------- | --------------------- | ----------- | -------- |
| 2014 | Kwalifikacje Europy do igrzysk olimpijskich młodzieży | Baku           | bieg na 1500 m        | 1. miejsce  | 4:23,95  |
| 2014 | Igrzyska olimpijskie młodzieży                        | Nankin         | bieg na 1500 m        | 4. miejsce  | 4:21,02  |
| 2014 | Mistrzostwa Europy w biegach przełajowych             | Samokow        | bieg juniorek         | 28. miejsce | 15:24    |
| 2014 | Mistrzostwa Europy w biegach przełajowych             | Samokow        | drużyna juniorek      | 3. miejsce  |          |
| 2015 | Mistrzostwa Europy juniorów                           | Eskilstuna     | bieg na 1500 m        | 3. miejsce  | 4:20,84  |
| 2015 | Mistrzostwa Europy w biegach przełajowych             | Hyères         | bieg juniorek         | 1. miejsce  | 13:12    |
| 2015 | Mistrzostwa Europy w biegach przełajowych             | Hyères         | drużyna juniorek      | 1. miejsce  |          |
| 2016 | Mistrzostwa świata juniorów                           | Bydgoszcz      | bieg na 3000 m        | 3. miejsce  | 8:46,74  |
| 2016 | Igrzyska olimpijskie                                  | Rio de Janeiro | bieg na 1500 m        | półfinał    | 4:07,26  |
| 2016 | Mistrzostwa Europy w biegach przełajowych             | Chia           | bieg juniorek         | 1. miejsce  | 12:26    |
| 2016 | Mistrzostwa Europy w biegach przełajowych             | Chia           | drużyna juniorek      | 2. miejsce  |          |
| 2017 | Halowe mistrzostwa Europy                             | Belgrad        | bieg na 1500 m        | 2. miejsce  | 4:04,45  |
| 2017 | Superliga drużynowych mistrzostw Europy               | Lille          | bieg na 1500 m        | 1. miejsce  | 4:09,57  |
| 2017 | Młodzieżowe mistrzostwa Europy                        | Bydgoszcz      | bieg na 1500 m        | 1. miejsce  | 4:10,30  |
| 2017 | Mistrzostwa świata                                    | Londyn         | bieg na 1500 m        | półfinał    | 4:06,58  |
| 2017 | Mistrzostwa Europy w biegach przełajowych             | Šamorín        | bieg młodzieżowców    | 2. miejsce  | 20:25    |
| 2017 | Mistrzostwa Europy w biegach przełajowych             | Šamorín        | drużyna młodzieżowców | 2. miejsce  |          |
| 2018 | Halowe mistrzostwa świata                             | Birmingham     | bieg na 3000 m        | 7. miejsce  | 8:51,79  |
| 2018 | Puchar interkontynentalny                             | Ostrawa        | bieg na 3000 m        | 4. miejsce  | 8:38,04  |
| 2018 | Mistrzostwa Europy                                    | Berlin         | bieg na 5000 m        | 4. miejsce  | 15:03,73 |
| 2019 | Halowe mistrzostwa Europy                             | Glasgow        | bieg na 3000 m        | 2. miejsce  | 8:34,06  |
| 2019 | Mistrzostwa świata                                    | Doha           | bieg na 5000 m        | 3. miejsce  | 14:28,43 |
| 2021 | Igrzyska olimpijskie                                  | Tokio          | bieg na 10 000 m      | 8. miejsce  | 31:01,97 |
| 2021 | Mistrzostwa Europy w biegach przełajowych             | Dublin         | bieg seniorek         | 5. miejsce  | 27:12    |
| 2021 | Mistrzostwa Europy w biegach przełajowych             | Dublin         | drużyna seniorek      | 2. miejsce  |          |
| 2022 | Mistrzostwa świata                                    | Eugene         | bieg na 5000 m        | eliminacje  | 15:17,78 |
| 2022 | Mistrzostwa Europy                                    | Monachium      | bieg na 5000 m        | 1. miejsce  | 14:50,47 |
| 2022 | Mistrzostwa Europy                                    | Monachium      | bieg na 10 000 m      | 4. miejsce  | 31:05,21 |
| 2022 | Mistrzostwa Europy w biegach przełajowych             | Turyn          | bieg seniorek         | 2. miejsce  | 26:29    |
| 2022 | Mistrzostwa Europy w biegach przełajowych             | Turyn          | drużyna seniorek      | 1. miejsce  |          |
| 2023 | Halowe mistrzostwa Europy                             | Stambuł        | bieg na 3000 m        | 2 .miejsce  | 8:36,50  |

## Rekordy życiowe
- bieg na 800 metrów (stadion) – 1:59,65 (2017)
- bieg na 800 metrów (hala) – 2:03,37 (2016)
- bieg na 1500 metrów (stadion) – 3:58,92 (2017)
- bieg na 1500 metrów (hala) – 3:59,87+ (2020) rekord Niemiec, 8. wynik w historii światowej lekkoatletyki
- bieg na milę (stadion) – 4:21,11 (2019) rekord Niemiec
- bieg na milę (hala) – 4:17,26 (2020) 4. wynik w historii światowej lekkoatletyki, rekord Niemiec
- bieg na 3000 metrów (stadion) – 8:20,07 (2019) rekord Niemiec, 9. wynik w historii światowej lekkoatletyki
- bieg na 3000 metrów (hala) – 8:32,47 (2019) rekord Niemiec
- bieg na 5000 metrów (stadion) – 14:26,76 (2019) rekord Niemiec
- bieg na 5000 metrów (hala) – 14:30,79 (2020) rekord Europy, 4. wynik w historii światowej lekkoatletyki
- bieg na 10 000 metrów (stadion) – 31:01,71 (2021) rekord Niemiec